# 마크 메즈빈스키

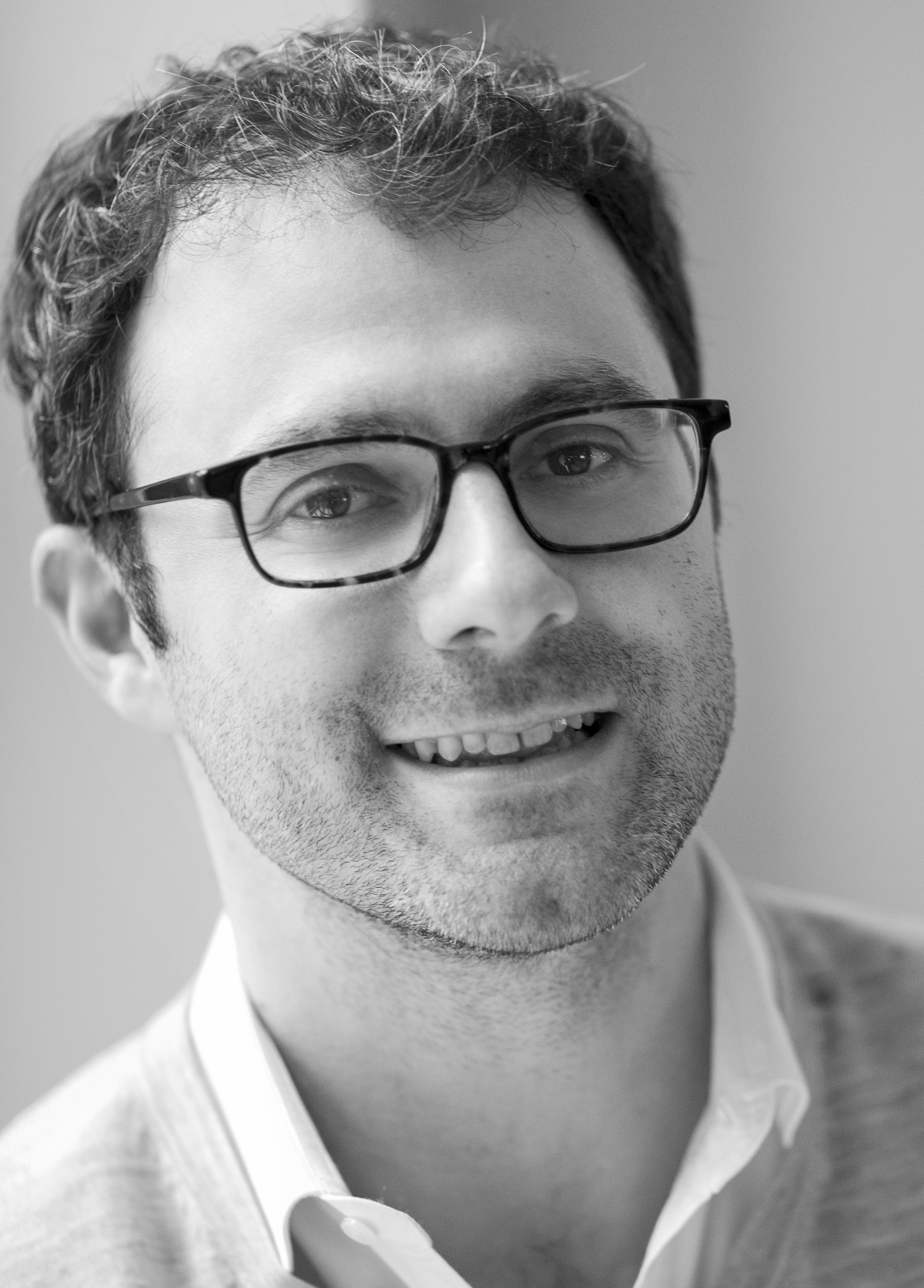
마크 메즈빈스키

마크 메즈빈스키(영어: Marc Mezvinsky, 1977년 12월 10일 ~ )는 미국의 투자자이자 TPG의 파트너이다. 그는 이전에 소셜 캐피탈에서 부회장을 역임한 바 있다. 그는 전 대통령 빌 클린턴과 전 국무장관 힐러리 클린턴의 딸인 첼시 클린턴의 남편이다.